# I.B.I
I.B.I (hangul: 아이비아이) är en sydkoreansk tjejgrupp bildad 2016 av LOEN Entertainment.
Gruppen består av de fem medlemmarna Haein, Sohee, Chaekyung, Suhyun och Hyeri. Alla medlemmarna deltog 2016 i talangtävlingen Produce 101 på TV-kanalen Mnet.

## Medlemmar
| Födelsenamn     | Födelsenamn | Födelsedatum     |
| Romanisering    | Hangul      | Födelsedatum     |
| --------------- | ----------- | ---------------- |
| Lee Hae-in      | 이해인      | 4 juli 1994      |
| Kim So-hee      | 김소희      | 20 januari 1995  |
| Yoon Chae-kyung | 윤채경      | 7 juli 1996      |
| Lee Suhyun      | 이수현      | 5 september 1996 |
| Han Hye-ri      | 한혜리      | 24 augusti 1997  |

## Diskografi

### Singlar
| År   | Titel         | Topplacering          |
| År   | Titel         | Sydkorea (Gaon Chart) |
| ---- | ------------- | --------------------- |
| 2016 | "MOLAE MOLAE" | 51                    |

### Soundtrack
| År   | Titel                      | Topplacering          | Serie                           |
| År   | Titel                      | Sydkorea (Gaon Chart) | Serie                           |
| ---- | -------------------------- | --------------------- | ------------------------------- |
| 2016 | "Coincidence" (Sohee)      | —                     | Hey Ghost, Let's Fight          |
| 2016 | "Navigation" (Sohee)       | —                     | Shopaholic Louis                |
| 2016 | "I Want You Bad" (Haein)   | —                     | 1% of Something                 |
| 2016 | "Permeate" (Haein)         | —                     | Weightlifting Fairy Kim Bok-joo |
| 2017 | "Will You Love Me" (Sohee) | —                     | Good Manager                    |